# Calapăru
Calapăru – wieś w Rumunii, w okręgu Gorj, w gminie Borăscu. W 2011 roku liczyła 661 mieszkańców.